# Ценцьк
Ценцьк (пол. Cięćk) — село в Польщі, у гміні Мишинець Остроленцького повіту Мазовецького воєводства.
Населення — 238 осіб (2011).
У 1975-1998 роках село належало до Остроленцького воєводства.

## Демографія
Демографічна структура станом на 31 березня 2011 року:
|          | Загалом | Допрацездатний вік | Працездатний вік | Постпрацездатний вік |
| -------- | ------- | ------------------ | ---------------- | -------------------- |
| Чоловіки | 135     | 36                 | 88               | 11                   |
| Жінки    | 103     | 20                 | 59               | 24                   |
| Разом    | 238     | 56                 | 147              | 35                   |